# Medalla por Sacrificio y Coraje
La Medalla por Sacrificio y Coraje (en polaco: Medal za Ofiarność i Odwagę) es una condecoración civil polaca establecida por la Ley del Consejo de Ministros de la República Popular de Polonia del 17 de febrero de 1960 sobre órdenes y condecoraciones, para premiar a personas que ayudaron a otras personas en peligro, arriesgando sus propias vidas o su salud. 
La medalla fue diseñada en 1960 por el artista polaco Józef Gosławski.
Hasta 1992 se otorgaron 3.875 medallas. Posteriormente, se concedieron otras 2.349 medallas. En total, se entregaron unas 6.224 medallas.

## Estatuto
La medalla fue establecida por la Ley del 17 de febrero de 1960. De conformidad con el art.18.1 podría "otorgarse a una persona que, arriesgando su vida, salvó a personas ahogadas, víctimas de desastres naturales, incendios, explosiones u otros accidentes, o en tales circunstancias salvó la propiedad en peligro". Sett. 2 del mismo artículo se refería a la posibilidad de otorgar esta distinción a la misma persona varias veces. 
El organismo encargado de otorgar la medalla era el Consejo Estatal Nacional (Krajowa Rada Narodowa) [1], a partir del 8 de abril de 1989, los poderes del Consejo de Estado, también en el ámbito de la concesión de condecoraciones, fueron asignados al Presidente de la República Popular de Polonia, y desde el 1 de enero de 1990 al Presidente de la República de Polonia.
La Ley de 16 de octubre de 1992 sobre órdenes y condecoraciones incluyó la medalla en el actual sistema polaco de condecoraciones estatales, especificando en el art. 18.1 que es "una recompensa para las personas que arriesgaron su vida o su salud para salvar vidas o bienes en peligro". Se mantuvo la posibilidad de múltiples condecoraciones para una misma persona (artículo 18.2 de la Ley). De manera similar a otras órdenes y condecoraciones polacas, la medalla puede otorgarse a ciudadanos de otros países (artículo 4.2 de la ley), así como póstumamente (artículo 7 de la ley) [5] [6].

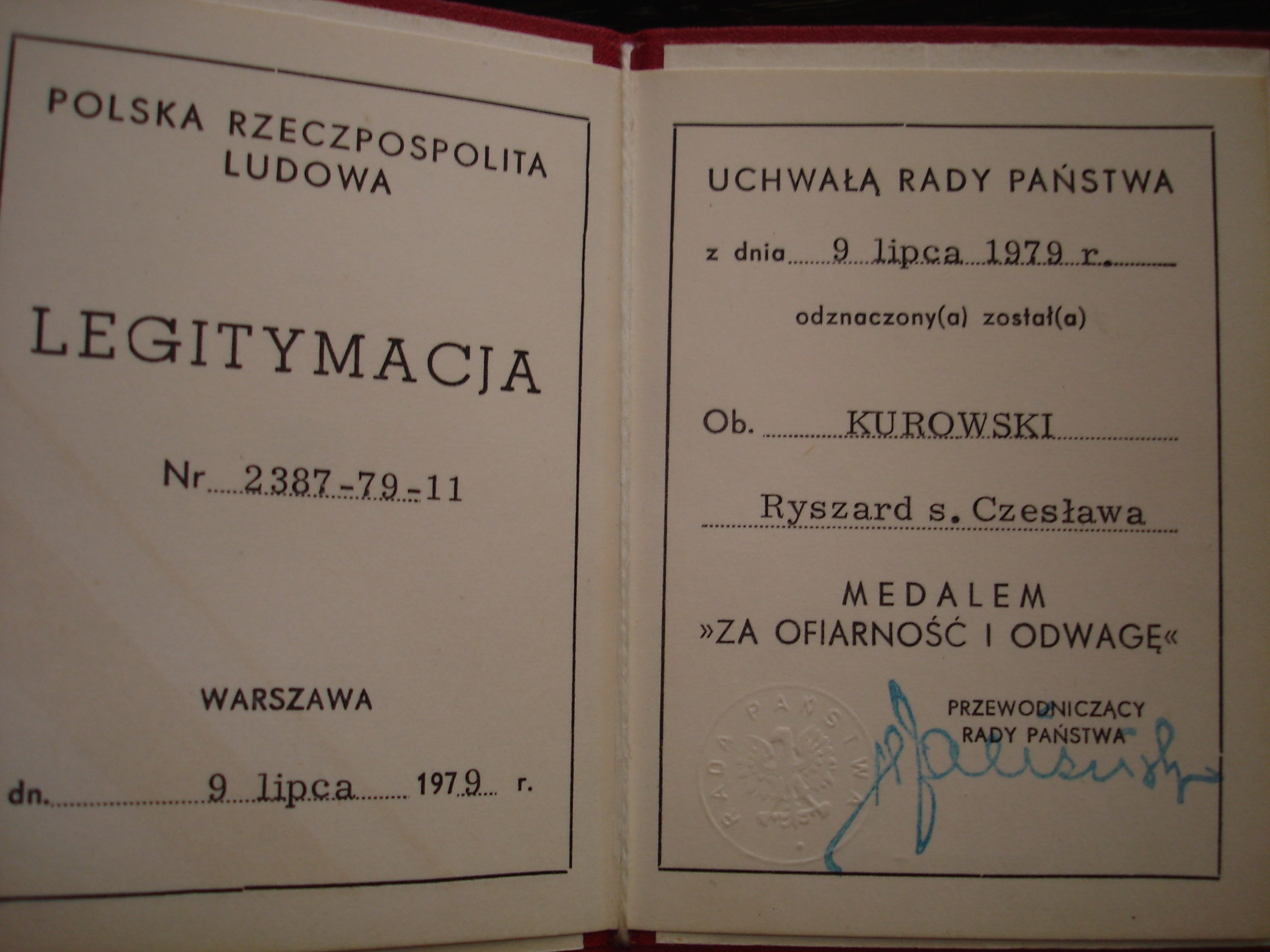
Certificado de la Medalla al Sacrificio y Coraje

Desde el 10 de octubre de 2007, después de la entrada en vigor del Reglamento del Presidente de la República de Polonia de 31 de julio de 2007, que modifica el reglamento sobre la descripción, el material, las dimensiones, los patrones de dibujo y la forma y circunstancias de llevar insignias de órdenes y condecoraciones, el nombre de la medalla se cambió a "Medalla por Sacrificio y Coraje", y no "Medalla al Sacrificio y al Coraje", como antes. 
El reglamento también estipula que la medalla se lleva en el lado izquierdo del pecho y, en presencia de otras órdenes y medallas de Polonia, se coloca inmediatamente después de la Cruz al Mérito Militar, Marítimo y Aéreo.
Cada medalla venía con un certificado de premio, este certificado se presentaba en forma de un pequeño folleto de cartón de 8 cm por 11 cm con el nombre del premio, los datos del destinatario y un sello oficial y una firma en el interior.

## Descripción
La Medalla por Sacrificio y Coraje, es una medalla circular de plata oxidada de 35 mm de diámetro, con un borde elevado por ambos lados.

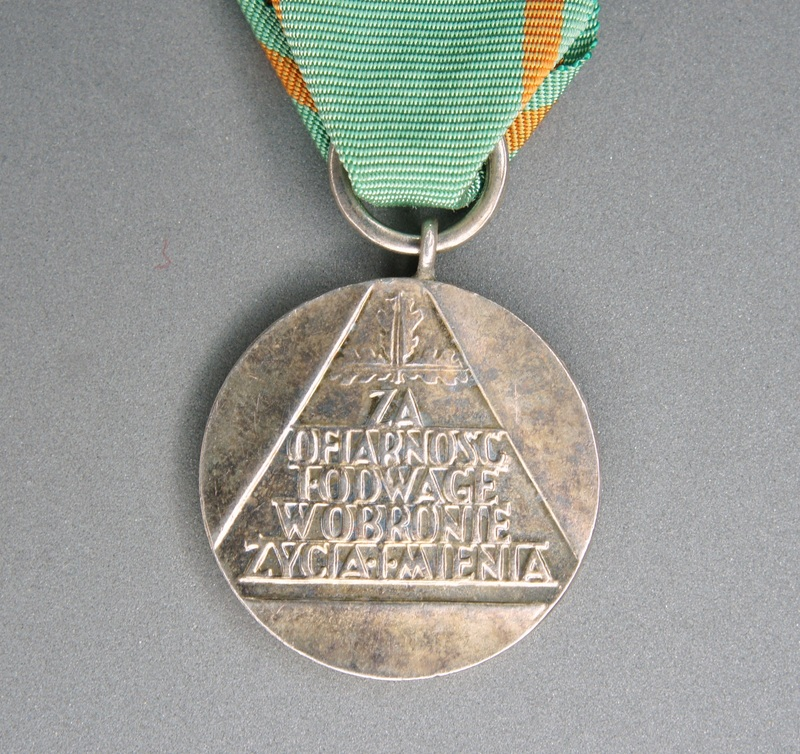
Reverso de la Medalla

En el anverso de la medalla, en su parte central, en una depresión en forma de triángulo con puntas cortadas, hay una composición formada por las figuras de un hombre y una mujer en el contexto de un desastre natural. Las formas están giradas a la derecha. El hombre, arrodillado, sujeta a la mujer por la cintura con la mano derecha. La mano izquierda del hombre se extiende pidiendo ayuda y va más allá del triángulo. En primer plano está la figura de una mujer de rodillas, echada hacia atrás, con los brazos extendidos hacia la izquierda. Las manos de la mujer también se extienden más allá del triángulo. 
En el reverso de la medalla, en un triángulo idéntico al triángulo del anverso, hay una inscripción en cinco líneas: “ZA / OFIARNOSC / I ODWAGE / W OBRONIE / ZYCIA I MIENIA”, "POR / SACRIFICIO / Y CORAJE / EN DEFENSA / VIDA Y PROPIEDAD." La letra "I" está separada de las palabras de la inscripción por puntos: uno en la tercera línea, dos en la quinta línea. En la parte superior del triángulo, sobre la inscripción, hay tres hojas de roble: dos dispuestas horizontalmente, una verticalmente. 
Todas las inscripciones e imágenes de la medalla están grabadas en relieve. 
En la parte superior de la medalla hay un ojal con un anillo con el que se fija a la cinta. La parte delantera del anillo está decorada con un adorno. La cinta de la medalla es verde y tiene 35 mm de ancho, con franjas rojas de 4 mm de ancho en los lados.

## Cinta del pasador
| Cintas de la Medalla por Sacrificio y Coraje | Cintas de la Medalla por Sacrificio y Coraje | Cintas de la Medalla por Sacrificio y Coraje | Cintas de la Medalla por Sacrificio y Coraje |
| -------------------------------------------- | -------------------------------------------- | -------------------------------------------- | -------------------------------------------- |
| Galardonado una vez                          | Galardonado dos veces                        | Galardonado tres veces                       | Galardonado cuatro veces                     |